# 丹亞爾·賈吉耶夫
丹亞爾·賈吉耶夫（Daniyal Gadzhiyev、1986年2月20日—）出生於達吉斯坦，是一名哈薩克摔跤運動員，曾代表國家參加2012年倫敦奧運的 84公斤級摔跤比賽，最終獲得銅獎。